# Micragone bilineata
Micragone bilineata är en fjärilsart som beskrevs av Rothschild 1907. Micragone bilineata ingår i släktet Micragone och familjen påfågelsspinnare. Inga underarter finns listade i Catalogue of Life.